# Chalkiádes
Chalkiádes är en ort i Grekland.   Den ligger i prefekturen Nomós Ártas och regionen Epirus, i den centrala delen av landet, 270 km nordväst om huvudstaden Aten. Chalkiádes ligger 15 meter över havet och antalet invånare är 1 348.
Terrängen runt Chalkiádes är kuperad norrut, men söderut är den platt.Runt Chalkiádes är det ganska tätbefolkat, med 230 invånare per kvadratkilometer. Närmaste större samhälle är Arta, 4,5 km öster om Chalkiádes. Trakten runt Chalkiádes består till största delen av jordbruksmark.